# Edno Roberto Cunha
Edno Roberto Cunha (Lages, 31 mei 1983) is een Braziliaans voormalig voetballer die als aanvaller speelde.

## Carrière
Edno begon zijn carrière in 2002 bij Avaí FC. Hierna kwam hij uit voor Wisła Kraków, Figueirense FC, Club Athletico Paranaense, Portuguesa, SC Corinthians Paulista, Botafogo FR en EC Vitória.